# Els Escolans
Els Escolans va ser un conjunt musical de Sant Sadurní d'Anoia que funcionà del 1827 al 1959 amb el nom d'Orquestra Escolans o -després de la guerra civil- també com a Cobla Els Escolans.

## Història
El conjunt, al llarg de la seva existència, va fer els papers típics d'una orquestra de poble. En celebracions com les Fires de Sant Sadurní o en la festa major de qualsevol poble podia ser contractat per tocar -en un mateix dia- l'Ofici, les sardanes del migdia, un concert de música clàssica i un gran ball, cosa que requeria molta flexibilitat i resistència als músics. Un dels moments més destacats de l'orquestra va ser el 17 d'abril del 1904, quan Alfons XII visità Sant Sadurní i Els Escolans interpretà temes de La Bohème, La Gioconda i Guillem Tell en el decurs del dinar que Manuel Raventós oferí al rei en el celler gran de les Caves Codorniu. El 1929, en l'Exposició Internacional de Barcelona, l'orquestra també va fer un concert en el Poble Espanyol.
Al llarg del dels seus cent trenta-dos anys d'existència estigué sempre vinculat a la sadurninenca família Torelló i la direcció del conjunt passà de pares a filles durant quatre generacions. El va fundar Antoni Torelló i Sàbat (1802-1872), un músic que tocava el clarinet i l'orgue a l'església parroquial; d'aquesta vinculació hauria originat, doncs, el nom del conjunt. Com a director de l'orquestra el succeí el seu fill Antoni Torelló i Borràs (1829-?), i a aquest Antoni Torelló i Romeu que era violinista. El darrer director de la formació va ser Antoni Torelló i Casanovas que hi tocà la flauta travessera, el saxo, la tenora i el tible.
En els Escolans també hi tocà el germà d'A. Torelló i Sàbat i, quan es jubilà el 1851, el succeí en el lloc de contrabaix el seu fill, Antoni Torelló i Raventós (1838-1936), anomenat el Tonet del baix. Alguns dels seus fills també van ser músics: Agustí Torelló i Ros, que havia tocat el violí amb els Escolans, aconseguí de dirigir l'Orquestra Simfònica de Barcelona i la del Liceu, i tres altres germans també tocaren en conjunts i orquestres de prestigi.

## Intèrprets
Al llarg dels anys, un gran nombre de músics passaren per la formació. Alguns noms són:
- Antoni Torelló i Sàbat (1802-1872) - director
- Antoni Torelló i Borràs (1829-?) - director
- Antoni Torelló i Raventós (1838-1936) - contrabaix
- Francesc Duran - clarinet (el 1901-1902, si més no[2][3])
- Ferran Trulls, Nandu de Roses[4] - fiscornaire (el 1898 i el 1902, si més no[3])
- Joan Tost - cornetí (el 1902, si més no[3])
- Agustí Torelló i Ros (1863-1932) - violí
- Antoni Torelló i Romeu (1873-1953) - violinista i director
- Miquel Casas i Bell (1900-1988), violinista
- Joaquim Llopis i Rius (1902-1955)
- Antoni Torelló i Casanovas (1904-1992) - director
- Albert Sanahuja i Puig (1913-1999) - violí concertino
- Joaquim Arabia i Reverter (1924)[5] - trompeta ca 1952 - 1955
- Miquel Gallego[5] - bateria ca 1952 - 1955

El 1898 la dirigia A. Bosch i en formaven part Trulls, Carbó, Botifoll, Rosell, E. Bosch, Torelló, Singla, Roca, Esteva, Martí i F. Bosch

## Gravacions
- Girant a 78 rpm: música i actors catalans 1904-1948 DC Barcelona: Blue Moon, 2006 (reprodueix Espartero, un vals-jota d'Albert Cotó interpretat per l'Orquestra Escolans, reedició d'un antic disc "de pedra" de Parlophon del 1933, que també comprenia Guerrita, un altre vals-jota)
- La emperatriz (polca de Joan Escalas) i El filósofo (xotis de Josep Vila i Clariana), en disc de pedra (Barcelona: Parlophon, 1933)
- El turista, El trasnochador (vals-jota), dues peces d'Albert Cotó en disc de pedra (Barcelona: Parlophon, 1933)
- La serenata, El salvaje, polques d'Albert Cotó en disc de pedra (Barcelona: Parlophon, 1933)
- El Escolar (xotis d'Albert Cotó), La codorniz (masurca de Josep Vila), en disc de pedra (Barcelona: Parlophon, 1933)
- Las Tres Gracias (de Josep Maria Solé), Piña (de Joan Escalas), danses en disc de pedra (Barcelona: Parlophon, 1933)